# Книжка

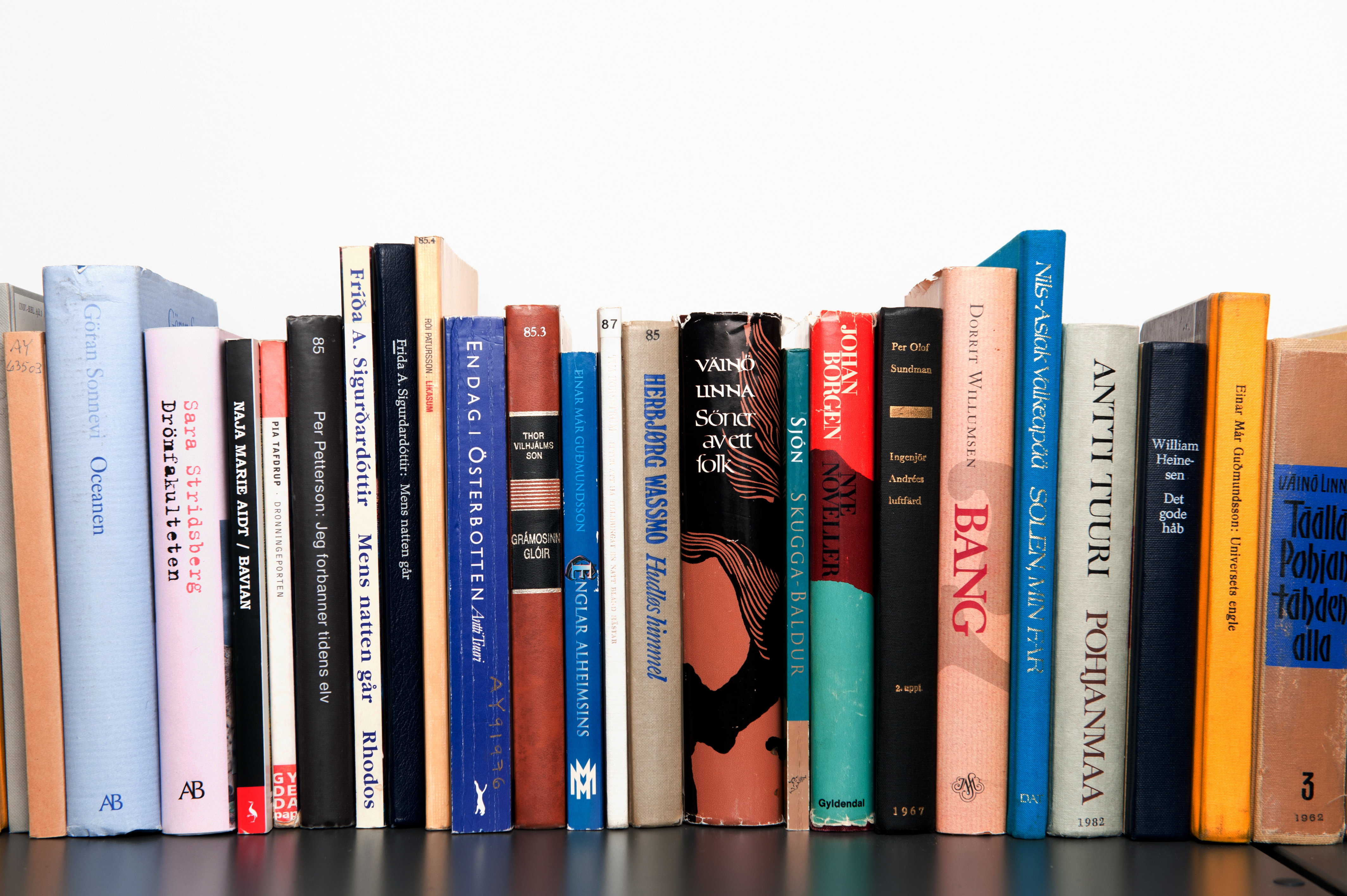
Книги

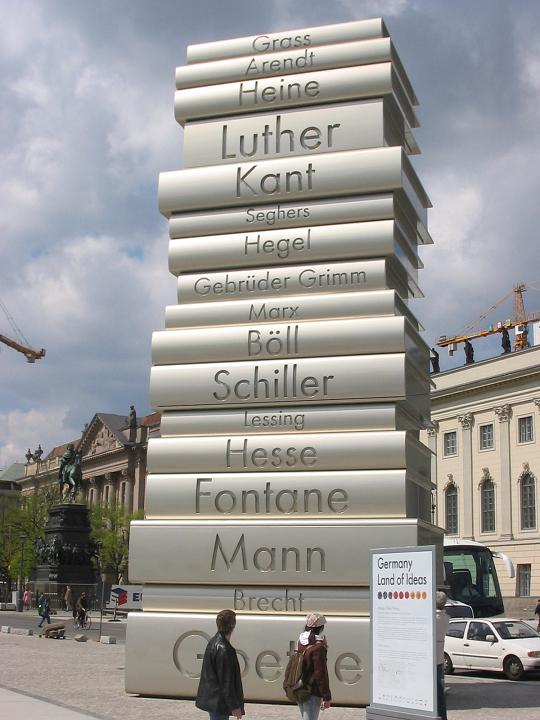
Скульптура стосу книг у Берліні, 2006

Кни́га — неперіодичне видання у вигляді зброшурованих аркушів друкованого матеріалу, набір письмових, друкованих, ілюстрованих або порожніх аркушів, виготовлених з паперу, пергаменту або іншого матеріалу, як правило, скріплених з одного боку. Сторони аркуша називаються сторінками.
Книга виготовлена в цифровому вигляді називається електронною книгою. Озвучену й записану на матеріальний носій книгу називають аудіокнигою (звуковою книгою, книгою вголос).
Книжкова крамниця або книгарня — крамниця, де продаються книги. Також книги можна позичати у бібліотеках на певний час.
Емблема просвіти, знання, освіти. Зображується завжди в розгорнутому вигляді, симетрично розміщеною, із бездоганно чистими білими аркушами (що символізує, чистий розум). Зображення книги на деяких старих гербах — пряме зображення священного писання — Біблії, Корану, Талмуду, Тори та ін. (емблема святої книги).[джерело?]

## Критерії книги
Книгою вважається:
- Компактне видання — на відміну від журналу, це може бути великий літературний твір, колекція дрібних творів, словник, монографія, підручник, посібник, документ або набір документів, альбом, атлас та ін;
- Прозовий твір, синонімом Роману — більший твір ніж оповідання, новела або есе;
- Колекція дрібних прозових творів, редакційно об'єднаних певною темою та загальною композицією, також збірка думок, листів, заміток, статей тощо.

У бібліотечній термінології:
- Публікації більш як на 48 сторінок — менша публікація вважається брошурою;
- Кожна одиниця зберігання бібліотечного фонду у твердій палітурці — в тому числі ноти, географічні карти, підшивки періодичних видань тощо.

## Історія

### Давнина
Усна передача — найдревніший спосіб передачі знань в історії людства. Після винаходу стародавніми цивілізаціями систем запису люди почали використовувати для письма майже все, на чому можна писати — глиняні таблички, кору дерева, листи металу тощо.
Перші книги писали на листях, корі, полотні, шовку, глиняних табличках, шкірі і папірусі. Приблизно в 100 — 150 р. стали поширюватися кодекси або зброшуровані книги замість сувоїв.

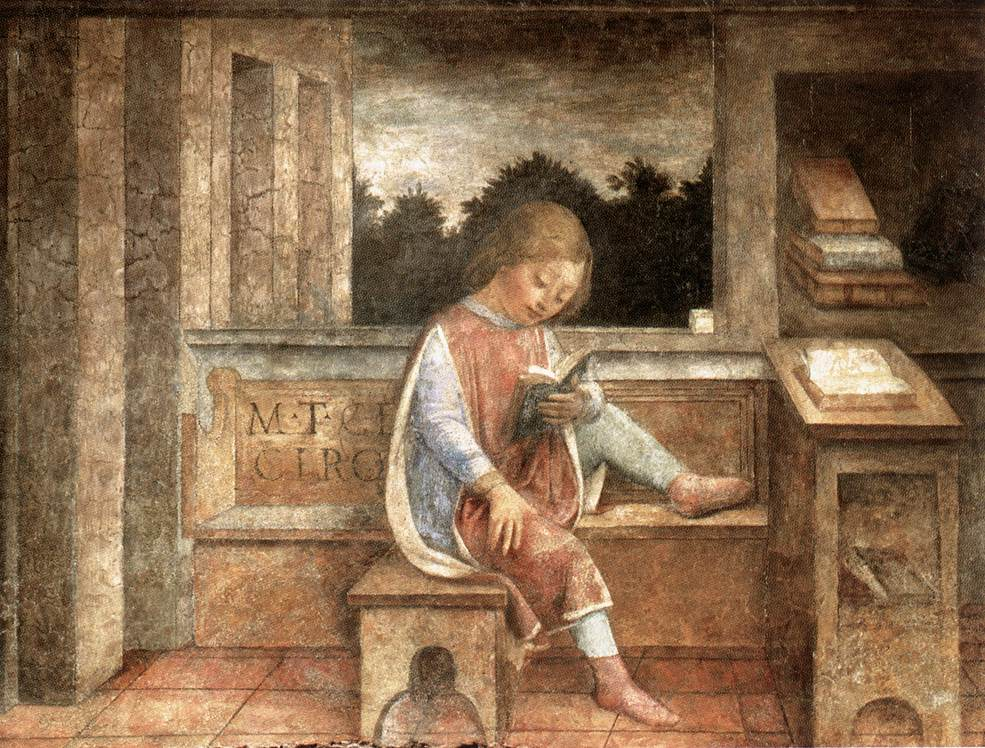
Вінченцо Фоппа. Юний Цицерон за книгою

У Стародавньому Єгипті для запису, з часів Першої Династії, використовували папірус (вид паперу, зроблений із стебел однойменної рослини). Окремі листи папірусу, для зручності зберігання, склеювали в сувої. Ця традиція набула широкого поширення в Стародавній Греції та Стародавньому Римі, хоча є свідчення, що використовували так само деревну кору інші матеріали. Згідно з Геродотом у (Історія 5:58), фінікійці принесли писемність і папірус в Стародавню Грецію близько X або IX століття до н. е. Грецьким словом для папірусу як матеріалу для записів стало «Бібліон», а для книги — «Біблос». Від слова «Біблос» утворилося слово бібліотека, яке походить від назви фінікійського портового міста Бібл, через який папірус експортувався до Стародавньої Греції.
У школах, бухгалтерії і для нотаток зазвичай використовували воскові таблички. Вони мали перевагу багаторазового використання: віск можна було розплавити і наносити новий текст. Зв'язування таких табличок — можливий попередник сучасних книг.

#### Старовинні рукописи
Сувої папірусу були ще поширені, коли в I столітті н. е. з'явилися старовинні рукописи, як свідчать розкопки в Помпеях. Поступово їх стали використовувати все частіше і частіше; перша письмова згадка про рукописи, як різновид книг сягає кінця I століття, коли Марціал у своїй Apophoreta CLXXXIV хвалить їх компактність. У язичницькому світі рукописи не знайшли визнання і тільки з християнством були популяризовані і отримали широке розповсюдження.
Спершу старовинні рукописи використовували для ведення бухгалтерії, але, з розвитком пергаменту в III столітті н. е., він поступово почав витісняти папірус. Це відбувалося вже в християнському світі. Причин прийняття рукопису як основного виду книг декілька: він економічний, оскільки можна використовувати обидві сторони аркуша; його легко сховати, він був зручний і доступний. Можливо, християнські автори використовували рукописи навмисне, щоб вони не були схожі на поганські тексти, які зазвичай писалися у формі сувоїв.

### Середньовіччя

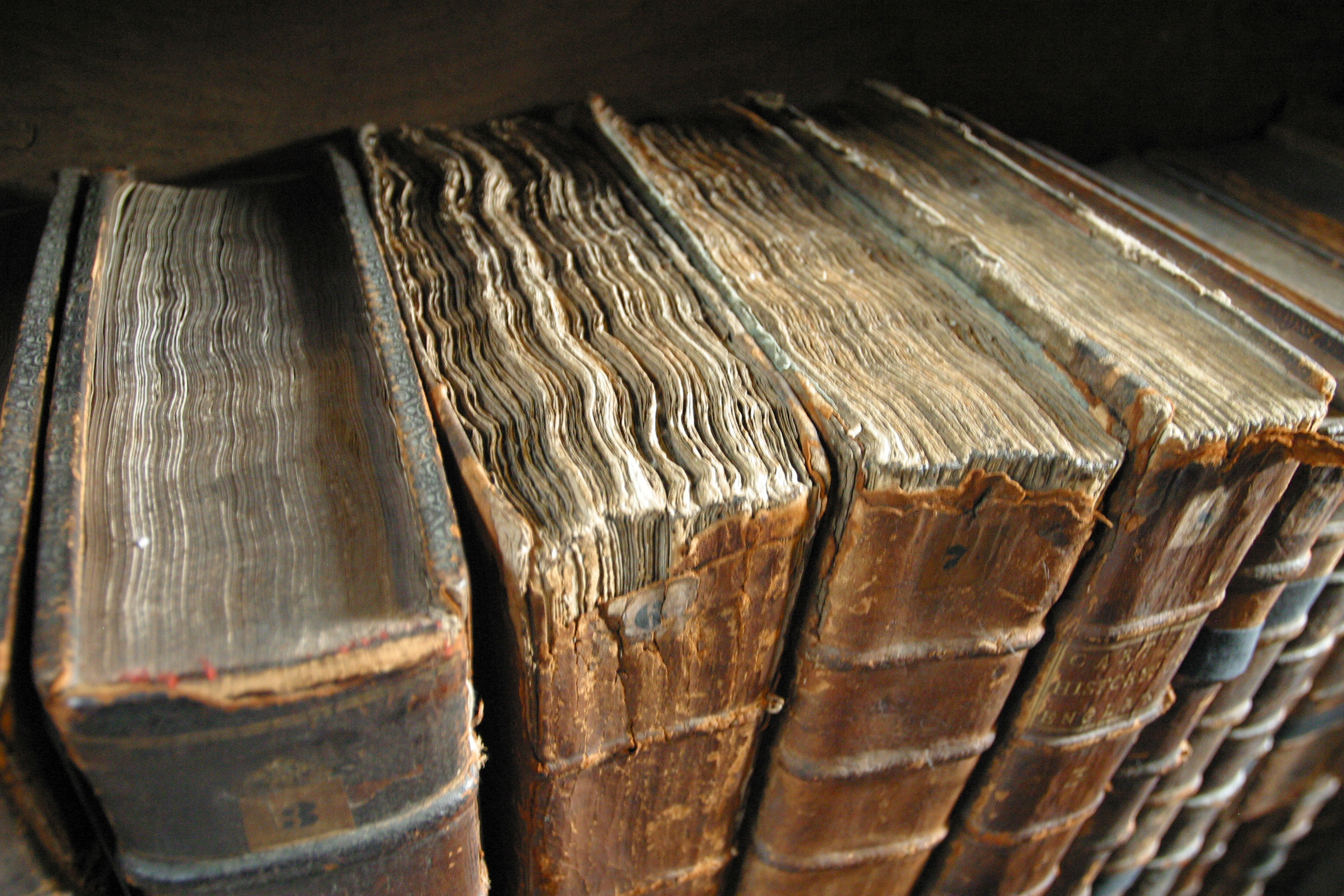
Старовинні книги

Падіння Римської імперії в V столітті зменшило її культурний вплив на решту світу. У Західній Римській імперії традиції письма латинню зберігали в монастирях, оскільки спочатку Кассіодор в монастирі віварію, а пізніше Святий Бенедикт в VI столітті підкреслили важливість переписування текстів. Це дуже вплинуло на значущість книг в період Середньовіччя, хоча тоді книги, переважно, читало духовенство.
Перед винаходом і впровадженням друкарської машини майже всі книги переписувалися вручну, що робило книги дорогими і рідкісними. Існувало чотири типи переписувачів:
1. «копірувальники», вони мали справу з масовим виробництвом і з кореспонденцією;
2. «каліграфи», які мали справу з виробництвом важливих книг;
3. «коректори», зіставляти і порівнювати закінчену книгу з рукописом, з якої її копіювали;
4. «художники», які малювали червоні літери; і «ілюмінатори», які малювали ілюстрації.

У VII столітті ірландські ченці ввели пропуски між словами. Це полегшило їм читання, позаяк вони не дуже добре знали латину. Але до XII століття пропуски так і не набули широкого поширення.
У перших книгах для сторінок використовували пергамент або веленевий папір (шкіру теляти). Обкладинки були зроблені з деревини і покриті шкірою. Оскільки висушений пергамент погано формується, книги були оснащені затискачами або обв'язкою. За часів пізнього Середньовіччя, коли з'явилися перші громадські бібліотеки, книжки часто приковувалися до книжкової полиці або столу, щоб запобігти крадіжкам. Цей спосіб використовували до XVIII століття, а книги, закріплені таким чином, називали лат. libri catenati.
Перші книги переписувалися переважно в монастирях, по одній за раз. З розвитком в XIII ст. університетів, попит на книги зріс і з'явився новий спосіб копіювання. Книги поділялися на окремі листи («пеціа»), які видавалися копірувальникам. Таким чином, значно збільшувалася швидкість виробництва книг. Спосіб сподобався гільдіям купців, які виробляли як релігійний, так і не релігійний матеріал.

#### Ксилографія та інкунабули
На початку XIV століття в Західній Європі з'явилася ксилографія (вона була розроблена задовго до цього на Сході). У ксилографії матриця з зображенням сторінки вирізувалася зі шматка деревини. Її можна було занурити в чорнило і використовувати, щоб зробити кілька копій сторінки. Книги, так само, як гральні карти та релігійні зображення, почали виробляти методом ксилографії. Але створення книги було клопітким процесом, тому що для кожної сторінки потрібно було робити своє різьблення. Крім того, дерево було недовговічне — воно легко стиралася і тріскалося.
Китайський винахідник Пі Шенг розробив набірну керамічну матрицю імовірно в 1040-их роках, але прикладів його печатки не збереглося. Він викладав символи в дрібний піддон, покритий розплавленим воском. Потім прикладав дошку і натискав на неї, поки всі символи не вирівнювалися до одного рівня. Коли віск охолоджувався, він використовував цей піддон для друку.
30 вересня 1452 року в друкарні Йоганна Гутенберга вийшла в світ перша в Європі справжня солідна книга — Біблія. До того майстер друкував лише пробні маленькі книжечки типу підручників, а раніше перші невеликі книжечки друкував голландець Лауренс Костер і деякі інші майстри, та саме Гутенберг поставив друкарство на промислову базу. За першим разом було надруковано 180 примірників Біблії, з яких дотепер залишилося тільки 48. Два з них знаходиться у Британській бібліотеці, електронні копії яких можна переглядати і порівнювати онлайн.
Друковані книги, окремі листи та ілюстрації, створені в Європі до 1501 року, знані як інкунабули (лат. incunabula — «колиска»).
Львівські видання 17 століття дуже красиві, багато декоровані, з великою кількістю гравюр, віньєток, заставок. Цим українські стародруки відрізняються від російських, у яких строгий стиль — лише текст, і все. Тут давалася взнаки відкритість українських земель до західних впливів.

#### Папір
Хоча виготовлення паперу у Європі почалося близько XI століття, аж до початку XVI століття і папір і велень вироблялися майже в однакових обсягах, але веленевий папір був дорожчий і міцніший. Друкарі та видавці часто випускали ту ж саму публікацію на двох матеріалах, щоб догодити всім споживачам. Як і багато інших середньовічних винаходів, перший папір був виготовлений у Китаї, в 200 р. до н. е. і досяг Європи через мусульманські території. Спочатку його робили з тканини, але промислова революція дозволила почати робити папір з дешевшого матеріалу — целюлози.

### Книжкові закладки
Незважаючи на зростання масштабів книгодрукування у XV столітті, книги ще видавалися обмеженими накладами та були досить дорогі. Необхідність дбайливого ставлення до них була очевидна.
Одна з найранніших згадок про використання закладок сягає 1584 р., коли королівський друкар Крістофер Баркер подарував королеві Єлизаветі I шовкову закладку з каймою. Вузькі шовкові стрічки стали поширеною закладкою в XVIII і XIX століттях, їх закріплювали на обкладинці і робили більшими, ніж висота сторінки. Перші знімні закладки почали з'являтися в 1850-х, їх виконували, як правило, з шовку або оздоблювали вишивкою.

### Сучасність
Тільки у 1880-х папір отримав широке розповсюдження. На початку 1800-х стали популярні парові друкарські машини. Вони могли друкувати до 1100 аркушів на годину, однак робітники могли встановити за той же час не більше 2000 знаків.
У кінці XIX століття були впроваджені монотипні та лінотипні преси. На них можна було встановлювати до 6000 знаків і навіть цілі рядки відразу.
Багато років, починаючи з XV століття, були витрачені на поліпшення друкарських машин і прийняття свободи слова, поступово знижуючи рівень цензури.
Див також інтелектуальна власність, суспільне надбання, авторське право. А до середини XX століття виробництво книг в Європі перетнуло позначку 200 тис. найменувань на рік.
У 2010 році, за оцінками Google, було близько 130 мільйонів унікальних книг у світі.
Зараз текст книги можна відтворити і зберігати у вигляді мікрофільму та в електронному вигляді на відповідному носії інформації.
У XXI ст. у зв'язку із здешевленням, зменшенням і поширенням звуковідтворювальної техніки широкого вжитку набула аудіокнига.

## Букіністична книга
Значення терміна букіністи́чна кни́жка, не уточнюючи років видання, тобто в тому, що це саме ужи́вана раніше книжка (та, яка була у користуванні, яку вже читали) в цілому збігається з англомовним поняттям used book. Варто додати, що у поняття букіністики як букіністичної продукції в сучасній розмовній мові (попри чітке фіксування в мові оригіналу фр. Bouquin «стара книга») входять не лише книжки, а й періодика, при чому у своєму широкому значенні, тобто як усі видання книжкового і журнального формату (бюлетні, наукові записки, щорічники, зведення тощо), що постійно виходять, з науковими, інформатично-статистичними цілями тощо, так і всі часописи і навіть газети, що обіймають сучасне поняття друковані ЗМІ; також до букіністики відносять іншу друковану продукцію (листівки, поштівки, календарі), а подеколи навіть ще ширше — усю продукцію — носії інформації, наприклад, грамплатівки.

## Структура
При виготовленні книги, важливу роль у розміщенні тексту та ілюстрацій відіграє елемент без якого жодна книжка не може існувати — це верстка.
Верстка має багато визначень, по-перше, верстка — виробничий процес монтажу всіх елементів сторінки видання в шпальту. По-друге, версткою називають також тип комплектування ілюстрацій на шпальті.
Окрім її основи — текстових рядків та ілюстрації — на шпальті можуть бути колонцифри, колонлінійки, колонтитули, сигнатура та норма.
Крім цих елементів, книга може мати ілюстрації на вкладних сторінках, що друкуються окремо від тексту і вкладаються у відповідних місцях книжки (без урахування спільної нумерації сторінок).
Кожна старанно оформлена книга має в собі апарат видання. Це своєрідні тексти, що доповнюють видання, для допомоги читачеві у користуванні ним (довідково-допоміжний апарат видання) і краще зрозуміти його зміст (науково-довідковий апарат видання).
До довідково-допоміжного апарату належать: зміст, покажчик, колонтитули, анотація, реферат.
До науково-довідкового апарату входять: вступна стаття (розповідає про життя та творчість автора або характеризує твір та допомагає читачеві розібратися у деяких незрозумілих йому фактах), передмова автора, редактора чи видавництва (розповідає про джерела чи інші особливості створення цього твору), післямова (коментарі чи примітки), бібліографічні посилання (опис творів друку, джерела цитат), книжкові бібліографічні списки та покажчики (допомагають читачеві звернутися до літератури, що розширить та поглибить знання в предметі, якому присвячене видання).
Завдання апарату видання: — спростити і скоротити шлях книги до читача; — полегшити читачеві роботу з книгою; — допомогти читачеві точно зрозуміти твір в цілому та детально; — ознайомити з літературними джерелами та з літературою за потрібною темою.

## Типи
За змістом книги можна поділити на художні та нехудожні. У жодному разі не варто обмежуватися цією класифікацією, але це поділ, який можна знайти в більшості колекцій, бібліотек та книгарень.  Серед розмаїття: книги-іграшки, книжки-малятка, книжки-розкладанки, книжки-пазли, книжки — саморобки, книжки з рухомими малюнками, великоформатні книги, електронна розмовляюча абетка.

### Художні
Багато книг, опублікованих сьогодні містять вигадані історії. Вони частково або повністю не відповідають дійсності та є фантазійними. Історично виробництво паперу вважалося дуже дорогим, щоб бути використаним для розваг. Але підвищення глобальної грамотності і удосконалення технології друку призвели до збільшення видання книг з метою розваг. Більшість художніх книг можна додатково класифікувати за жанром:
- Роман — літературний жанр, великий за обсягом, складний за будовою епічний твір, у якому широко охоплені життєві події, глибоко розкривається історія формування характерів багатьох персонажів;
- Повість — епічний прозовий твір (рідше — віршований), який характеризується однолінійним сюжетом, а за широтою охоплення життєвих явищ і глибиною їх розкриття посідає проміжне місце між романом та оповіданням;
- Оповідання — невеликий прозовий твір, сюжет якого оснований на певному (рідко кількох) епізоді з життя одного (іноді кількох) персонажа;
- Есе — невеликий за обсягом прозовий твір, що має довільну композицію і висловлює індивідуальні думки та враження з конкретного приводу чи питання і не претендує на вичерпне і визначальне трактування теми; це жанр, який лежить на перетині художньої та публіцистичної (часом науково-популярної) літератури;
- Комікс — послідовність малюнків, зазвичай з короткими текстами, які створюють певну зв'язну розповідь.

### Нехудожні
- Довідник — упорядкований предметний матеріал, книга, що містить узагальнені, стислі впорядковані відомості з певних галузей науки;
- Енциклопедія — тип довідника, що містить сумарну інформацію з усіх галузей знань або з конкретної галузі;
- Словник — книга, в якій в алфавітному чи тематичному порядку подано слова, їх етимологію, значення та іншу інформацію;
- Монографія — це наукова праця у вигляді книги з поглибленим вивчанням однієї або декількох (тісно пов'язаних між собою) тем;
- Підручник — книга, у якій системно викладено інформацію з певної галузі знань і яку використовують в системі освіти на різних рівнях, а також для самостійного навчання;
- Посібник — навчальне видання, яке доповнює або частково замінює підручник у викладі навчального матеріалу з певного предмета, курсу, дисципліни або окремого його розділу.

## Класифікація
На даний час використовують багато стандартних систем класифікації книг. Однак у цілому, бібліотечні системи класифікації, можна розділити на три типи залежно від того, як їх використовують:
- Універсальні схеми, які охоплюють усі предметні галузі. Наприклад, Десяткова класифікація Дьюї, Універсальна десяткова класифікація, класифікація Бібліотеки Конгресу;
- Спеціальні схеми класифікації за певними темами або типами матеріалів. Наприклад, Iconclass — система класифікації іконографічних сюжетів, British Catalogue of Music Classification — для музичних матеріалів, класифікація NLM для медицини;
- Національні схеми спеціально створені для певних країн. Прикладом може служити шведська система класифікації бібліотеки SAB.

ISBN — міжнародний стандартний номер книги, універсальний ідентифікаційний номер, що присвоюється книзі або брошурі з метою їх класифікації. ISBN призначений для ідентифікації окремих книг або різних видань та є унікальним для кожного видання книги крім репринтного.
Міжнародний стандартний номер книги складається з абревіатури ISBN, яка записується латинськими літерами незалежно від мови видання книги та номера завдовжки 10 або 13 цифр.
Десятизначний номер поділяється на чотири частини (відповідно 13-значний поділяється на п'ять) змінної довжини, котрі відокремлюються одна від іншої дефісом. Кожна частина має такі значення:
1. Ідентифікатор мовної групи або країни. Встановлюється Міжнародним агентством ISBN. Кількість цифр залежить від річного обсягу книжкової продукції відповідної групи. Наприклад, для англомовних країн ідентифікатор групи дорівнює 0 або 1, для СРСР та країн СНД присвоєно ідентифікатор 5. Україна, крім ідентифікатора групи СНД, також має свій окремий ідентифікатор 966.
2. Ідентифікатор видавництва. Цей ідентифікатор призначається національним агентством ISBN країни для кожного видавництва. Офіційним представництвом міжнародного агентства ISBN в Україні, що може розподіляти номери ISBN та призначати ідентифікатори для українських видавництв, є Книжкова палата України імені Івана Федорова.
3. Ідентифікатор книги. Це порядковий номер, який видавництво призначає для своїх книг. Кількість цифр цього ідентифікатора залежить від кількості цифр ідентифікатора видавництва: чим більший останній, тим меншій кількості книг видавництво може призначити номер ISBN.
4. Контрольна цифра. Остання цифра (або літера Х, що позначає число 10) в номері ISBN, що дозволяє перевірити його правильність. Номер ISBN вважається правильним, якщо сума добутків дев'яти цифр номера з ваговими коефіцієнтами від 10 до 2 та контрольної цифри поділяється на 11 без остачі.

Для присвоєння книзі номера ISBN видавництво звертається до національного агентства країни, котре уповноважене розподіляти блоки ISBN. Процедура отримання блоків ISBN платна. Після того як національне агентство призначить цьому видавництву окремий ідентифікатор та видасть заявлений блок номерів, видавництво може кодувати свою книжкову продукцію, але не може перепродавати та використовувати їх разом з іншим видавництвом. Кількість ISBN, що видаються окремому видавництву залежить від його річного випуску продукції.

## Книголікування
Книголікування або бібліотерапія (з грецьк. «книголікування») — психологічна допомога, зняття душевного стресу і лікування людей в основі якого лежить читання ними книжок певного змісту і тематики. Як окремий вид терапії з'явився на початку XX ст., хоч цілком очевидним є те, що книголікування як явище існувало вже в середньовіччі, в усякому разі з тих часів залишилися згадки окремих людей (переважно монахів), які описують зцілюючу силу, яку дає читання святих книг (Біблії, творів святих отців) і навпаки руйнівну силу недобрих книжок і текстів, які несуть стрес і можуть нервово виснажувати людину (чорнокнижжя).[джерело не вказане 2140 днів]

## Книжка року
Книжка року — рейтинг книг, який проводить Центр рейтингових досліджень «Еліт-Профі» як благодійну акцію для просування українського книговидання.
2 квітня — Міжнародний день дитячої книги.